# 黃主旺
黃主旺（1958年—2015年6月5日）彰化縣芳苑鄉新寶村閩南人，彰化二林地區黑道大哥，綽號主旺、另類鬼見愁，十大槍擊要犯之一。

## 成名、命案

### 二林成名
1990年左右，剛出獄的黃主旺想開賭場，卻處處不順利，直到找上二林聞人洪福島（俠哥）一起合股在芳苑埤腳開天九（黑粒）賭場，一開就是一二年。當年洪福島出手海派，經朋友介紹認識即將要走馬上任的二林分局長，因此賭場從沒被警察麻煩過。但當年二林另外一方洪絲條的武賭場在警察關切下被迫收起來，當年二林有風聲：「條哥賭場開不下去了，俠哥也差不多了。」但因為有上層關係洪福島與黃主旺的賭場還一直經營下去。
1993年2－3月某日的下午，洪福島的賭場外來了一台紅色的喜美轎車，開口就跟顧門的小弟說：「要找主旺。」小弟也沒透過無線電跟主旺那方確認就放行。當時賭場在二樓，那喜美轎車的人開車進去，走樓梯是三步併一步快速上去，到賭場裡面就拿槍出來搶劫，當天下午是賭場剛開場而已還是被搶四百多萬元。
搶完之後就迅速逃逸，當時只有二個開車追出去，一個是洪福島，一個是綽號大城的陳玉鱗。追到王功福海宮發現喜美車上的人把錢拿給洪和爐。
當時洪和爐在二林地區是專門搶劫的持槍強盜集團。洪和爐的老大是洪鴻民，幾日之後，洪福島那方掌握消息知道洪鴻民在彰化二林三和街洪清海的家中，當晚主旺就把人押出來，要行動之前洪福島有叮嚀主旺：「對方有獻東西，我們再獻。」不知道是什麼緣故 ，主旺一進門就拿出東西把人押走，在五十鈴吉普車裡就開始打洪鴻民，留下斑斑血跡，並把一隻M16突擊步槍槍管打到歪掉。
事發後不久就把人押往二林七樓，也就是二林皇帝洪絲條的住所（有此一說洪鴻民的老大是條哥）。當時在場的有謝東松、雲林聞人黃銘得、二林聞人洪清良等。主旺一行人一到就把東西獻出來，讓當時在場的聞人老大們看到東西，才驚訝一個三十歲的年輕人有如此強大的行動軍火庫，並紛紛開始關注與認識黃主旺。
後記：當年的火力大部分都是靠洪福島跟雲林聞人唐高（陳慶榮）調來的，包括那隻M16突擊步槍。事後洪福島賠償那隻槍費用還有賭客被搶的四百多萬。主旺也因此事在二林海邊道上迅速成名，成為火力人力財力最受矚目的年輕輩，因有這個際遇才有後來謝東松去策劃阿不倒命案。當年洪福島有勸主旺跟小傑、阿超們說：「我們把自己的實力顧好，不要去理會他人的恩怨。」主旺跟小弟們說：「沒關係別擔心 ，做了有人來花錢，關幾年之後就出來。」在洪福島無法化解下就說：「好，但我有一個好友的兒子在阿不倒那當保鏢，叫也叫不回來，所以千千萬萬別傷害他。」才有後來只有范明元為了保護阿不倒才雙雙陣亡，死兩個。

### 天道盟不倒會會長
1993年9月22日，謝東松策劃黃主旺並聯合二林皇帝洪絲條的手下謝惠仁教唆6名手下開卡車衝撞天道盟不倒會會長謝通運（阿不倒）的座車，並帶了M16突擊步槍與烏茲衝鋒槍進行掃射致死兩人（開車門後連滾帶爬的逃跑），後又因利益糾紛黃主旺夥同前國大代表謝東松教唆8名手下槍擊時任太陽會會長吳桐潭及其手下，此後黃主旺在江湖道上名聲大開。

### 鄭明赫命案
1997年1月31日，因介入芳苑鄉農會選舉恩怨，黃主旺等六人持槍強押對手候選人林媽賞之黑道外甥鄭明赫（拉希），將其拘禁於芳苑鄉一處魚塭；隔日凌晨，加上先前黃因聽聞鄭曾揚言對其不利而起意殺鄭，而夥同四人欲將鄭明赫勒斃埋屍，惟鄭僅係昏厥而未死亡，後因黃主旺等人「埋屍」而喪命。
本案於2011年經最高法院駁回上訴而確定，黃主旺犯私行拘禁罪，處有期徒刑1年9月；犯殺人罪，處死刑，褫奪公權終身，並於2015年6月5日執行死刑。

### 後續
2000年間，因買通管理員徐長慶跟守衛越離台中看守所，但只逃了14天就再度被捕。後來在多次訴訟與經10年審理，也曾經拿出600萬跟鄭明赫家屬和解，但和解書內容未提及家屬原諒，最終在2011年7月20日判處死刑確定。黃主旺知道會被判死刑，雖然恐懼，但也只能接受，但他還是懇求法官，放他一條生路。
2015年6月4日，因文化國小襲擊事件引起民怨，中華民國法務部部長羅瑩雪已確定黃主旺死刑執行令批准。隔天提非常上訴遭到駁回，隨即在法務部矯正署臺中監獄槍決伏法。

## 參看
- 臺灣戰後時期死刑犯列表

## 外部連結
- 黑道輓歌「殘忍黃主旺」- 法眼黑與白 - YouTube （页面存档备份，存于）
- 「對不起小孩」 鬼見愁黃主旺伏法前遺言 - YouTube （页面存档备份，存于）
- 鬼見愁狙殺手段如電影／連闖八關成功越獄 - YouTube （页面存档备份，存于）